# The Soul Man
The Soul Man é uma sitcom americana criada por Suzanne Martin e Cedric the Entertainer. A série é um spin-off de Hot in Cleveland, na qual Cedric apareceu como convidado no episódio piloto. A série estreou na TV Land em 20 de junho de 2012 com um pedido de 12 episódios.
Em 13 de dezembro de 2012, a TV Land escolheu The Soul Man para uma segunda temporada de dez episódios. A segunda temporada estreou em 19 de junho de 2013. Em 4 de dezembro de 2013, The Soul Man foi renovada para uma terceira temporada que consistiu em oito episódios. A 3ª temporada estreou em 26 de março de 2014 com um episódio especial ao vivo. Em 4 de agosto de 2014, a TV Land renovou The Soul Man para uma quarta temporada de 12 episódios. A quarta temporada estreou em 18 de março de 2015 com o segundo episódio ao vivo da série. Em 28 de julho de 2015, a série passou a ter a quinta e última temporada de 12 episódios, que estreou em 30 de março de 2016. O episódio final foi exibido em 22 de junho de 2016.

## Sinopse
A série acompanha a história do Reverendo Boyce Ballentine (Cedric The Entertainer) que, antes de se mudar para St. Louis com sua família e assumir a frente da igreja onde seu pai era pastor, vivia uma luxuosa vida em Las Vegas onde estava sempre no topo das paradas de sucesso. Contudo, sua esposa Lolli (Niecy Nash) e sua filha Lyric (Jazz Raycole) não ficam nada satisfeitas com a mudança, já que precisam abrir mão da vida boa que tinham para viver uma vida mais humilde.

## Elenco

### Elenco principal
- Cedric the Entertainer como Reverendo Sherman Boyce Ballentine, um ex-cantor de R&B que virou pastor. "Boyce" era o nome de solteira da mãe de Cedric na vida real.
- Niecy Nash como Lolli Ballentine, esposa de Boyce, dona de um salão de beleza.
- Wesley Jonathan como Fletcher Emmanuel "Stamps" Ballentine, o irmão mais novo de Boyce. Ele foi empresário da turnê de Boyce na indústria musical, e agora luta para encontrar emprego.
- Jazz Raycole como Lyric Ballentine (elenco principal da 1ª temporada, temporadas recorrentes 2-3), filha de Boyce, que está se adaptando ao novo estilo de vida de seu pai.[10]
- John Beasley como Barton Moses Ballentine (elenco principal da 1ª temporada, temporadas recorrentes das 2ª a 5), pai de Boyce e Stamps, um ministro aposentado que agora serve no Conselho de Anciãos da igreja.[10]

### Elenco recorrente
- Gary Anthony Williams como Lester, membro da igreja de Ballentine.
- Hattie Winston como Irmã Coriann Pearly (temporadas 1–4), membro da igreja de Ballentine.
- Kim Coles como Wanda (temporada 1), membro da igreja de Ballentine.
- Cedric Yarbrough e Yvette Nicole Brown como Paul e Robyn (temporadas 1–3, 5), os antigos vizinhos briguentos dos Ballentines de Las Vegas.
- Kellee Stewart como Kim (temporadas 1–4), irmã mais nova de Lolli que é anestesista; mais tarde ela se torna namorada de Stamps.
- Malcolm Barrett como Bird (2ª temporada), coproprietário do Bird's, um bar e churrascaria frequentado pelos Ballentines.
- Malik S como Curtis (temporadas 2–5), amigo de Stamps.
- Sherri Shepherd como Nikki (temporadas 1 e 4), a prima irritante de Boyce de Chicago, que mais tarde se torna a nova tesoureira da igreja.
- Nyima Funk como Terri (temporada 4), membro da igreja e amiga de Lolli.
- Aloma Wright como Shirley (temporadas 4–5), uma membro da igreja que atua como secretária.
- Missi Pyle como Alicia (5ª temporada), gerente de campanha de Boyce em sua candidatura à prefeita.

## Desenvolvimento e produção
Em 18 de abril de 2011, foi anunciado que Cedric seria uma estrela convidada em um episódio da segunda temporada de Hot in Cleveland. O episódio serviu como piloto para uma série spin-off estrelada por ele. O episódio intitulado "Bridezelka" foi escrito pela criadora deHot in Cleveland, Suzanne Martin e foi ao ar em 24 de agosto de 2011.
Em novembro de 2011, Niecy Nash havia sido escalada para o papel principal feminino. Os dois já haviam trabalhado juntos no filme Code Name: The Cleaner, de 2007. John Beasley, Wesley Jonathan e Jazz Raycole foram então escalados, com Beasley interpretando o pai de Boyce; Jonathan interpretando o irmão de Boyce; e Raycole interpretando a filha de Boyce. Suzanne Martin e Cedric escreveram o piloto e são produtores executivos com Sean Hayes e Todd Milliner. O primeiro episódio foi gravado em 2 de dezembro de 2011.

## Recepção
A série recebeu críticas geralmente positivas, com uma pontuação inicial de 65 de 100 no Metacritic.